# Hans Werner Ohse
Hans Werner Ohse (* 17. Januar 1898 in Crivitz; † 3. Juli 1991 in Bad Doberan) war ein deutscher evangelisch-lutherischer Geistlicher.

## Leben

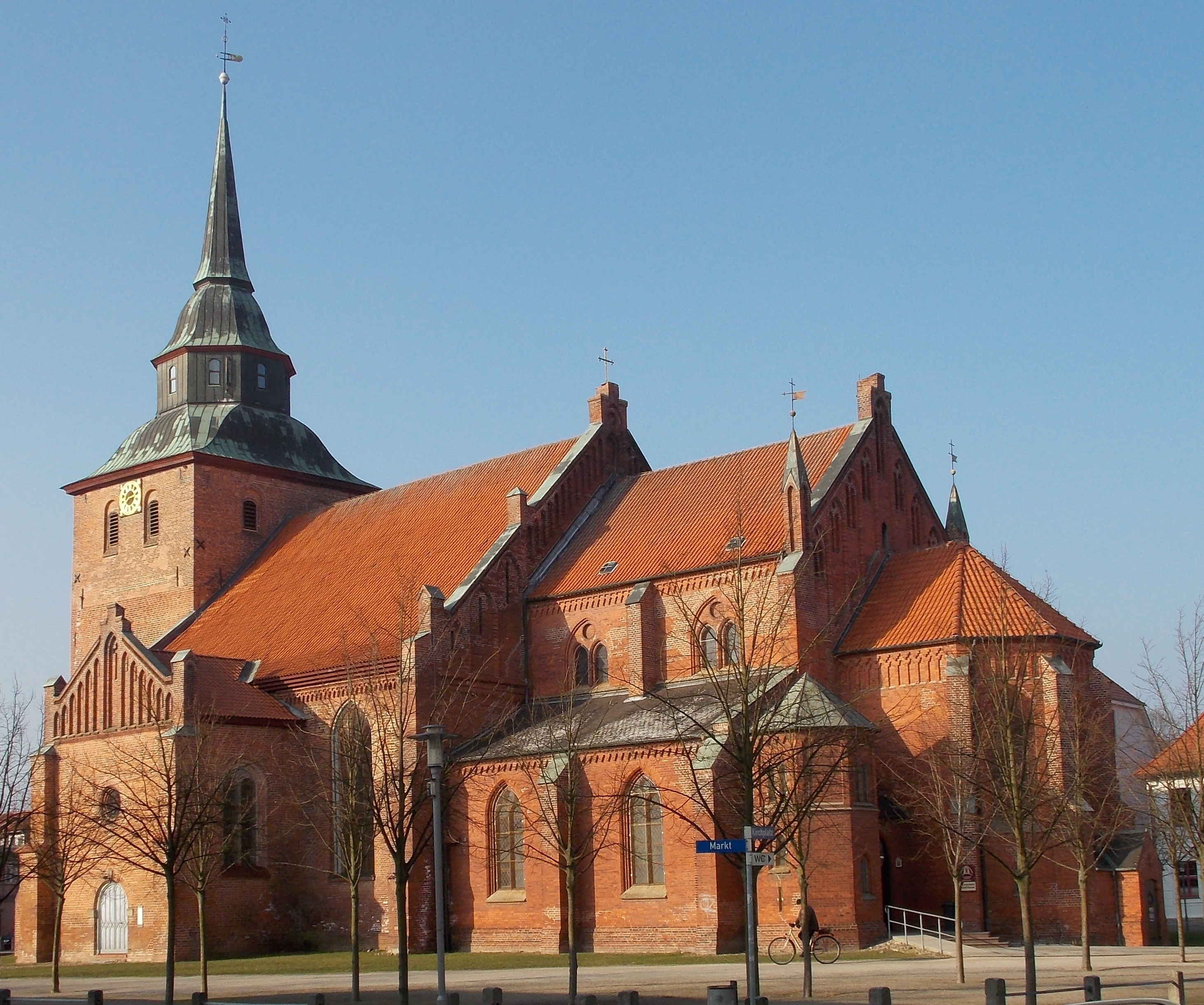
Marienkirche Boizenburg

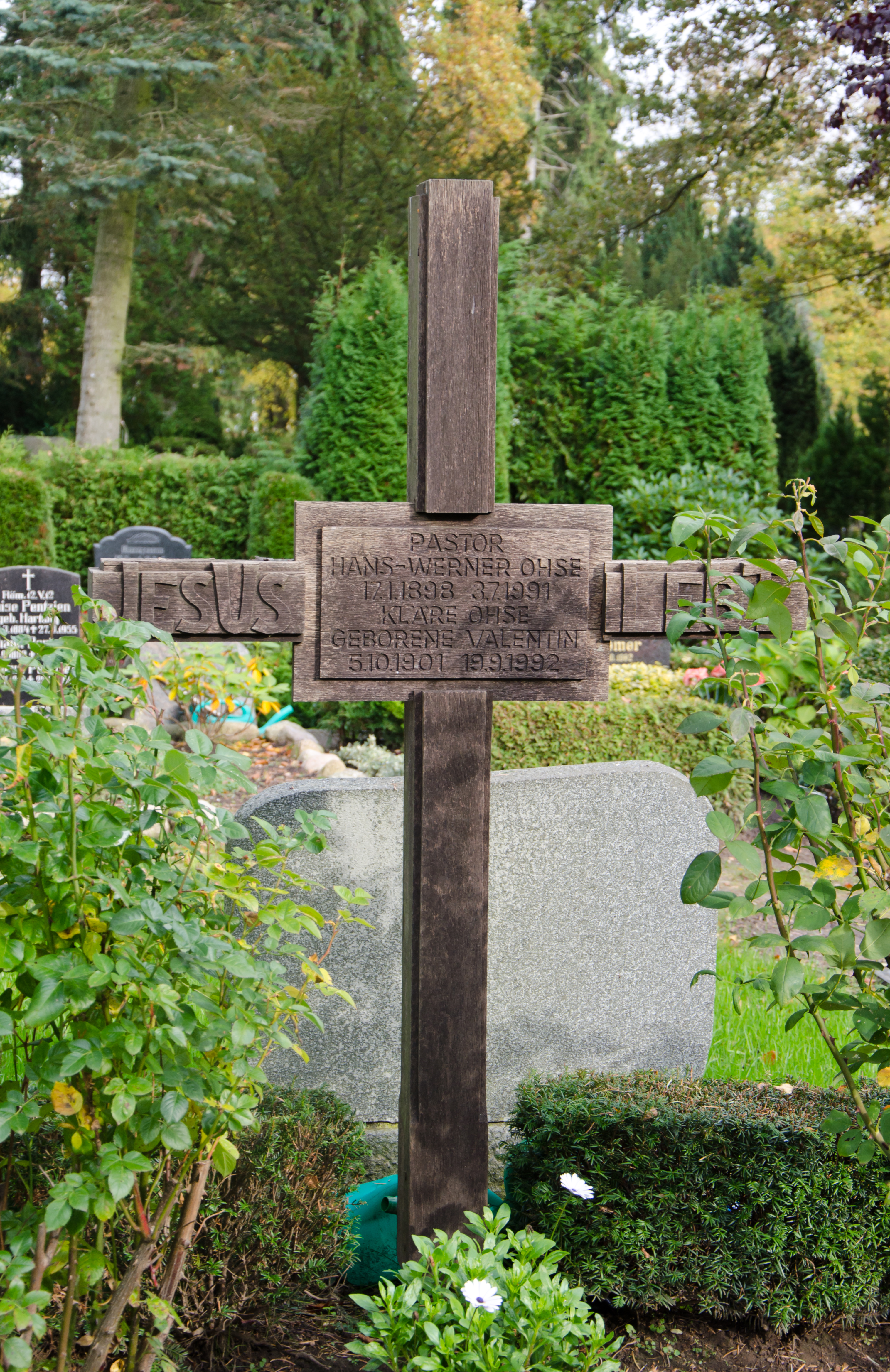
Grab auf dem Neuen Friedhof in Bad Doberan

Hans Werner Ohse war ein Sohn des Gerichtssekretärs Karl Ohse. Er wuchs in Dargun auf, besuchte Schulen in Demmin, Greifswald und Wismar und studierte Germanistik und Evangelische Theologie an den Universitäten Tübingen und Greifswald. 1924 trat er als Vikar in Bad Doberan in den Dienst der Evangelisch-Lutherischen Landeskirche Mecklenburgs; zwei Jahre war er Pastor für Innere Mission in Rostock. 1927 wurde er auf die erste Pfarrstelle der Marienkirche in Boizenburg/Elbe berufen.
Ohse gehörte zu den ersten und schärfsten Kritikern der Machtübernahme der den Nationalsozialisten nahestehenden Deutschen Christen in der Evangelisch-Lutherischen Landeskirche Mecklenburgs. Im Juni 1934 kam es deswegen zum Schweriner Prozess vor einem Sondergericht, in dem er zusammen mit sechs weiteren Pastoren (seinem jüngeren Boizenburger Kollegen Christian Berg, Gottfried Holtz, Henning Fahrenheim, Johannes Schwartzkopff, Viktor Wittrock aus Schwerin und Walter Pagels aus Rostock) wegen „Herabwürdigung“ des nationalsozialistischen Staates angeklagt war und wegen Verstoßes gegen die Heimtückeverordnung zu einer Geldstrafe von 1000 Reichsmark verurteilt wurde. Im Zuge einer allgemeinen Amnestie wurde die Strafe jedoch erlassen. Ohse wurde nach Federow (heute Ortsteil von Kargow) zwangsversetzt und in Boizenburg durch den zu diesem Zeitpunkt noch den Deutschen Christen angehörenden Walter Wendorf ersetzt.
1937 ging er nach Virchow in Pommern (heute Wierzchowo (Powiat Drawski)), wohin ihn Gottfried Holtz geholt hatte.
1945 gelangte er als Flüchtling nach Großenheidorn, damals Schaumburg-Lippe. 1948 kehrte er nach Mecklenburg zurück und wurde Pastor an der Heiligen-Geist-Kirche (Rostock). Es folgten Pfarrstellen in Dömitz ab 1954 und in Gadebusch ab 1961. 1967/68 war er Propst in Gadebusch.
Ohse war auch in der Ausbildung von Katecheten tätig und Autor der Mecklenburgischen Kirchenzeitung.
Sein Sohn Traugott Ohse (* 1928) wurde ebenfalls Pastor in Mecklenburg und Landessuperintendent in Bad Doberan.